# Лопухин, Степан Васильевич
Степа́н Васи́льевич Лопухи́н (ок. 1685 — 6 (17) июля 1748, Селенгинск) — генерал-лейтенант (1741), действительный камергер (1727), член Адмиралтейств-коллегии (1740—1741). Репрессирован по делу Лопухиных.

## Биография
Родился около 1685 года. Происходил из рода Лопухиных. Его отец — гоф-юнкер и гвардии капитан-поручик Василий Авраамович — приходился родным дядей царице Евдокии Фёдоровне, первой супруге Петра I. Таким образом, Степан Васильевич приходился ей двоюродным братом.

## Служба во флоте
В 1708 году окончил Школу математических и навигацких наук, после чего для продолжения образования был направлен в Великобританию, где служил на кораблях британского флота, был в походе до Вест-Индии. Находился в крейсерстве в голландском флоте, плавал к Архангельску. В марте 1717 года Петр I, находясь в заграничной поездке в Голландии, возможно, встречается с Лопухиным, об этом свидетельствует письмо царя Ф.М.Апраксину об определении С.В.Лопухина «в чине по его достоинству».После возвращения в Россию в 1717 г. 3 ноября произведён в лейтенанты, и стал одним из первых российских офицеров, назначенным капитаном военного корабля, шнявы «Наталия». В 1718 году, командуя шнявой, крейсировал в отряде капитан-лейтенанта Вильбоа у прусских и курляндских берегов. В 1719 году, командуя той же шнявой, отличился в Эзельском сражении, награждён орденом св. Александра Невского. 19 января 1721 г. произведён в капитан-лейтенанты и назначен командовать трофейным фрегатом "Стор-Феникс". В 1723 году при работах в Санкт-Петербургском адмиралтействе. В 1724 году вновь командует фрегатом "Стор-Феникс". 26 января 1726 г. произведён в капитаны 3 ранга, командует линейным кораблем "Перл". 5 апреля 1727 г. произведен в генерал-адъютанты от флота, а в июле направлен чрезвычайным посланником в Швецию (протокол Верховного тайного совета от 9 июня 1727 года )

### Первая опала
Степан Лопухин, хотя и был в родстве с семьей Петра Великого, но с детства питал к нему чувство неприязни и даже вражды. Гонения, постигшие при нём Лопухиных, только раздували и усиливали это чувство, направленное, впрочем, только против царя лично, но не против его дела. Вот почему в числе лиц, выполнявших предначертания Петра, встречаются и Лопухины. Дело царевича Алексея и разгром его партии были ужасным ударом для всей семьи опальной царицы. Уцелевшие, считая своим правом держаться у двора, сближались с потомками царя Ивана. В числе их был и Степан Васильевич, скрепивший свою партийную приязнь браком с фрейлиной герцогини Мекленбургской Екатерины Ивановны, девицей Наталией Балк. Молодую семью (брак их состоялся в 1716—1717 гг.) вскоре постигло большое несчастье. 28 апреля 1719 года Петру Андреевичу Толстому донесли, что 26-го апреля С. Лопухин явился вечером в Троицкую церковь, что на Петербургской стороне, где собрались для встречи тела умершего царевича Петра Петровича люди разного звания. Став у клироса, он переглядывался с Евфимием Городецким и Тимофеем Кудряшовым и про себя посмеивался. Кудряшов же говорил Городецкому: «Для чего ты с Лопухиным ссорился; ещё-де ево, Лопухина, свеча не угасла, будет ему, Лопухину, и впредь время». При допросе выяснилось: «свеча, которая не угасла, — царевич великий князь Пётр Алексеевич», и пока он жив, надежда на возможность возвышения для Лопухина не пропадет. В судьи по этому делу, кроме Толстого, привлеклиИ. И. Бутурлина, А. И. Ушакова и Г. Г. Скорнякова-Писарева. Лопухин говорил, что и в мыслях не имел радоваться царскому горю, а в церкви смеялся оттого, что Афросимов и Городецкий его соперники по земельной тяжбе, и их совместное появление в пьяном виде на вечерне в церкви рассмешило его. Судьи ему не поверили, а решили, что он «смеялся якобы радуясь такой прилучившейся всенародной печали», за что приговорили «учинить ему наказание, вместо кнута бить батоги нещадно и сослать его с женою и детьми в Кольский острог на вечное житье, а движимым и недвижимым его имениям быть при нём неотъемлемо и для той посылки отдать ево Архангелогородской губернии комиссару с распискою». 23 декабря 1719 года Степану Лопухину был прочитан в Тайной канцелярии указ о его ссылке, после чего и приведен в исполнение. 31 декабря, вследствие запроса комиссара, каким образом содержать Лопухина, дан добавочный указ: «содержать его так, как и прочих таковых ссыльных людей». По-видимому, во время или после суда Лопухин временно оказался на свободе и, встретившись с доносчиком, приведшим его в суд, комиссаром Иваном Афросимовым, избил его, как мог. Снова начался суд, и 17 февраля 1720 года последовала резолюция бить Лопухина батоги нещадно, а за увечье наложить штраф — 200 рублей.
Не унялся Лопухин и в ссылке: в течение 1720—1722 годов в Тайную канцелярию подано было на него несколько жалоб как от гражданских, так и от военных властей: «оной Лопухин их нахально всех бьет и обиды им творит». Так, например, 24 декабря 1721 года он явился в Кольскую канцелярию в первом часу ночи и бил караульных солдат по щекам. На комендантском дворе «сержанта бил по голове дубиною и оную дубину о его сержантову голову изломал». Угрожал караульному поручику Расу срубить голову. Разобиженный поручик написал длинную жалобу на непотребства Лопухина, склонявшего команду к неповиновению, просил разрешения держать ссыльного за караулом и закончил свое письмо словами: «воистину такого человека злобного, чаю, на сем свете другого нет и о его происхождении на бумаге писать пространно невозможно». В Тайной канцелярии получены были сведения, что Лопухин «так бил и увечил, что многие чуть не померли… и он же зачал подметными письмами торговать». «Хотя б Ангел Божий, и тот с ним не уживется, — жаловались в другом письме, — а ежели с ним жить по его воле, то в Кольском остроге в полгода не будет ни единого человека». 13 августа 1722 года Тайная канцелярия определила Лопухина допросить, допрос прислать в канцелярию, а ему, Степану, за такие его непотребства при градских жителях учинить наказание: вместо кнута бить батоги нещадно и, по учинении того наказания, сказать ему указ с приложением руки его, и собрать по нем поруки, что ему впредь так непорядочно отнюдь не поступать. Если же он будет продолжать свои безобразия, то ему угрожает битье кнутом и ссылка в каторгу на вечную работу. В случае ненахождения поручителей, предписывалось держать Лопухина за караулом. 20 декабря 1722 года комендант доносил, что Лопухин взят в Кольскую канцелярию и во всем заперся. Его били батогами, но на вызов поручителей «о нем, Лопухине, в том Кольском остроге из обывателей никто не ручается и ручаться по нем опасны».

### Возвращение ко двору
Но у Лопухина сыскались более сильные покровители, нежели кольские жители; возможно, это были родственники жены — Балки и Монсы. В декабре следующего 1723 года Лопухин уже в Москве и пишет Вилиму Монсу письмо с просьбой ходатайствовать за родных. Ещё более ожил он со времени вступления на престол Екатерины І, когда для Балков и их родственников настали лучшие времена. Вступление на престол Петра II было расцветом их благополучия: указом Верховного Тайного Совета от 21 июля 1727 года Лопухин был возвращён из ссылки, взят ко двору и уже в ноябре упоминается камергером. 10 ноября 1727 года ему пожалован был в Москве дом, бывший доктора Бидло, 19 мая 1728 года ему дарят отписную у Меншикова Гуслицкую волость в Московском уезде. Особенно милостиво относился к нему князь И. А. Долгорукий, из уважения к нему даже сдерживавший свой необузданный нрав: Долгорукий имел обыкновение издеваться над мужем своей возлюбленной князем Н. Ю. Трубецким и избивать его. Однажды у него же на дому «по исполнении многих над ним ругательств, хотел наконец его выкинуть в окошко и если бы Степан Васильевич сему не воспрепятствовал, то бы сие исполнено было». Свойство с императором и многими знатными при дворе персонами, принадлежность к господствующей правительственной партии и милость фаворита делали С. Лопухина очень влиятельным человеком, но вряд ли многие были им облагодетельствованы. Говорили, по крайней мере, и о нём и о его родственниках плохо. Княгиню Аграфену Петровну Волконскую, в девичестве Бестужеву, предупреждали «беречься Степановой Лопухина сестры, которая старицею (в Девичьем монастыре), чем бы Вас не повредила, понеже они (Лопухины) люди добрые и очень всем известны по своей совести бездельной». Старый П. Бестужев писал дочери: «Степан Лопухин, как был Вам неприятен, так и мне делал обиды и затевал на меня»… Это отзывы людей, искавших их милостей и внимания, хотя и не принадлежавших к их партии. Хорошего о них не было слышно ничего: счастье не делало их лучшими, а перемены их озлобляли. Смерть императора Петра II была для всех Лопухиных тяжелым ударом: началась борьба партий, и среди них влияние родственников покойного царя имело некоторое значение. Позже об этом времени Лопухин вспоминал:

Когда государь император Петр II скончался, тогда меня, призвав, фельдмаршал князь Голицын, князь Димитрий Голицын да фельдмаршал князь Долгорукий спрашивали, не подписывал ли Его Величество какой духовной. И я сказал: «не видал», и притом они имели рассуждение, кого выбирать на престол. И сперва говорили о царице Евдокии Федоровне, что она уже стара; потом о царевнах Екатерине и Прасковье, что их нельзя, сказав некоторые слова непристойные. Потом о Её Величестве (говорено в царствование Елизаветы Петровны) молвил из них помянутый фельдмаршал князь Долгоруков, что Её Величество в такое время (до брака) родилась и за тем и за другим, сказав ещё некоторые непристойные слова, выбрать нельзя. И потом положили намерение к выбору на императрицу Анну Иоанновну.
 Лопухин умолчал о том, что было советовано и говорено им, но, надо думать, его мнение не шло вразрез с тем, что решили «верховники». В дальнейшем его поведение шло по тому же направлению, какого придерживались Ягужинский, Левенвольде и т. п., то есть прямое и непрямое содействие самодержавным стремлениям Анны Иоанновны. Нерешительность Лопухина в это время лишила его возможности занять при новой императрице хотя бы приблизительно такое положение, как при Петре II, но зато его жена действовала энергичнее. Злые языки уверяли, что она с ведома и даже одобрения мужа стала возлюбленной Левенвольде и, в качестве преданной ему особы, ревностно интриговала в пользу самодержавства Анны. Вот почему Лопухина была награждена больше мужа — он так и остался при дворе действительным камергером. В виде милости в 1733 году императрица разрешила ему не платить пожилых денег за беглых людей по Гуслицкой волости. Бо́льшие успехи ожидали его впереди в связи с усилением влияния Остермана и Левенвольде. 11 сентября 1740 года Сенат предложил, а императрица утвердила определение в кригскомиссары по морскому ведомству С. Лопухина. 3 октября определено ему в ранге вице-адмирала присутствовать в адмиралтейской коллегии. При праздновании мира с турками награждён «знатною денежною суммою». Позже он был в числе лиц, интриговавших против Бирона. Особенно «утвердился он в таких расположениях» во время правительства императора Иоанна. Это время было особенно благоприятно для всей семьи С. Лопухина. Между прочим, он в это время был произведен в генерал-лейтенанты, получил орден св. Александра Невского и в качестве верного слуги участвовал в генералитетской комиссии из восьми членов, которая судила Бирона с Бестужевым и приговорила их к четвертованию (8-го апреля 1741 года). Присутствие в этой комиссии Лопухина стоит в некотором противоречии с его прошлой приязнью к Бирону и постоянной близостью к Левенвольде, но надо думать, что в этом случае он поступал по примеру многих деятелей того века, то есть, спасаясь сам, безраздельно переходил на сторону врагов и судил бывшего благодетеля и друга. Неискренность его была очевидна и современникам и вскоре была закреплена в судебном процессе. 25 ноября 1741 года пало правительство Анны Леопольдовны. Министры и вельможи её двора были арестованы в ночь переворота. С. Лопухин был в числе их. 24 декабря 1741 года под угрозой смертной казни его допросили единовременно со Стрешневым и Хрущевым. У Лопухина допытывались, отчего у него была такая крайняя конфиденция с Левенвольде и другими немцами этой партии, какие они имели рассуждения с целью утвердить престол за потомками Анны Леопольдовны и её саму сделать императрицей. Что делалось им и его соумышленниками для того, чтобы отлучить Елизавету Петровну от престола и сослать, кто был у Лопухина при дворе Елизаветы для разведывания. Лопухин отрицал свою причастность к каким бы то ни было противным интересам Елизаветы Петровны замыслам и рассуждениям, а о конфиденции с Левенвольде говорил, как о приятельстве и дружбе. На последний же вопрос: «чрез кого ты и для чего исходатайствовал великие деревни на имя жены твоей, ведая, что она никаких заслуг государству не оказала, и что ты кому за то дал?» Лопухин ответил: «Ничего никому не давал, но понеже принцесса Анна говорила, что понеже его жена матушке её в Мекленбурге служила, то оная её государыня матушка приказывала ей жену его наградить, и потому жена его в той надежде подала о деревнях челобитную ей, принцессе, самой, по которой, как он слышал, докладывал граф Головкин, и так те деревни пожалованы». Лопухин пробыл несколько месяцев под караулом, а затем отправлен был в Москву. 16 января 1742 года последовала Высочайшая сентенция относительно суда над Остерманом, Головкиным и прочими, и в тот же день объявлен был указ, ликвидирующий многих из деятелей предыдущего царствования. Первым в нём стоит назначение флота генерал-кригскомиссара генерал-лейтенанта С. Лопухина — губернатором в Архангельск. Он отлично сообразил, как ему надо отнестись к этому назначению, и 29-го января подал прошение об отставке по болезни. Она была ему дана без обычного в таких случаях повышения в чине.

### «Лопухинское дело»
Лопухин поселился в Москве, проводя, впрочем, большую часть года в своих деревнях. Он чуждался столиц и придворной жизни, где все ему казалось неприятным и зазорным: он был в оппозиции существующему правительству и этого не скрывал, особенно в присутствии друзей. О таком отношении Лопухина и его семьи вскоре проведали враги и воспользовались им для своих целей, подняв дело о злоумышлениях Ботты и Лопухиных. После оговора сына Ивана, по указу императрицы, А. И. Шувалов арестовал С. Лопухина в его деревне и 6 августа 1743 года выслал его под военным конвоем в Петербург. На вопросы следователей в комиссии Лопухин показал, что после вступления на престол Елизаветы он ни в Петербурге, ни в Москве ни с кем не вел разговоров о пользе и благополучии принцессы Анны и её сына. Только он слышал разговоры своей жены с Анною Бестужевой и Софией Лилиенфельд о том, что принцесса была к ним милостива, и было бы лучше, если б она была у власти. Это подтверждал и Степан Васильевич. Что касается маркиза Ботты, то он часто посещал Лопухина и говаривал о принцессе с сожалением; лучше было бы, если бы принцесса была и спокойнее было бы. Теперь вот какие беспорядки происходят — всех министров разогнали. После-де Её Величество и будет о них тужить, да взять будет негде. Лопухин вообще соглашался с Боттой, но только указывал ему на то, что при принцессе всем завладели немцы, потому что она никуда не выхаживала, а все сидела на одном месте с фрейлиною Юлией Менгден. Обер-гофмейстеру Миниху говорили, чтобы он побуждал правительницу к деятельности, но он ничего не мог достичь. Когда Ботта собрался уезжать в Берлин, Лопухин с женой стали его расспрашивать о причине и цели его поездки: конечно, он едет неспроста? Ботта усмехнулся и ответил, что едет потому, что посылают. Кто-то из присутствующих (Бестужева или Лопухина) заметил, «как бы Ботта не заварил каши и не устроил бы в России беспокойства». При разговоре об этом с женою Лопухин выразил опасение, чтоб Ботта и вправду не нашалил. Спрошенный следователями о причине неудовольствия на Елизавету, Лопухин сознался, что считает себя обиженным: был безвинно арестован и без награждения ранга отставлен, «а чтобы принцессе быть по-прежнему, желание я имел для того, что при ней мне будет лучше, и что присягу свою нарушил, в том приношу мою пред Её Величеством вину». Следователи жестоко упрекали Лопухина: «Вы при Её Величестве какие услуги свои показали и какой милости желали, понеже вы от Её Величества не токмо ничем не обижены, но и пожалованы. От всех служб ты уволен и дан тебе покой, чего и сам желал, жена при дворе стоит дамою и портретом пожалована, дочь (Анна) фрейлиною оставлена. Шурья твои не только в прежнем достоинстве при дворе находятся, но меньшой (И. А. Голицын) и кавалериею пожалован; а и впредь от Высочайшей милости было не отказано». Относительно заступничества Фридриха II за Брауншвейгскую фамилию, Лопухин вел разговоры с женой, выражая уверенность «что тому статься нельзя, чтобы король прусский войною пошел, понеже у него с Её Величеством алианс, к тому же всякой король своего интересу смотрит». Когда же императрица приняла прусскую кавалерию Чёрного Орла, то Лопухин рассуждал, что отношения между дворами очень хороши и «говорил про принца и принцессу: знатно им уже пропадать». Прежде же думал, что прусский король их у государыни «выпросит во отечество их».
Лопухин начисто отрицал свою причастность к каким бы то ни было злоумышленным предприятиям и советам против Елизаветы, что же касается поношения Высочайшей особы её, то рассказал о своем присутствии на совещании верховников, касательно престолонаследия после смерти Петра II. Сознался в том, что осуждал и высмеивал милости к Сиверсу, Возжинскому, Лялину и лейб-кампании, говорил про сенаторов, что «ныне их путных мало, а протчие все дураки. Притом же говорил, что дела не делаются и тем приводят Её Величество народ в озлобление». Министров злодеями не называл. Следователи остались очень недовольны показаниями Лопухина, заявили ему, что он «сущей правды не открыл, но многое за собою удержал» и отправили из комиссии в крепость. Согласно их докладу, Елизавета предписала указом 17 августа, если Лопухин «чистой повинной не принесет, то без всякого милосердия поступлено будет с ним наижесточайшим розыском». В тот же день, после вторичного опроса, Лопухин поднят был на дыбу, продержан с вывернутыми руками 10 минут и спущен. Он утвердился на своем, а очная ставка с женой ни к чему не привела. Оказалось, что Лопухин не мог понимать того, что говорила с Боттой его жена, так как не знал немецкого языка, на котором они изъяснялись.
19 августа следователи передали генеральному суду свой экстракт о винах, где говорилось и о С. Лопухине. В сентенции суда он приговаривался к урезанью языка и колесованию. По словам указа, читанного перед казнью С. Лопухину, «всему тому злу, которое к повреждению Её Величества дражайшего здравия и благополучия и государственному беспокойству касалось, ты начало был». Согласно приговору, смягченному императрицей, Лопухина били кнутом, урезали ему язык и сослали на вечное житье в Селенгинск, где он и умер от «ножной болезни», должно быть подагры, 6 июля 1748 года.

## Семья
В браке с Натальей Фёдоровной Балк (1699—1763) родились многочисленные дети, приходившиеся троюродными братьями и сёстрами императору Петру II:
- Иван (ум. ок. 1747) — камер-юнкер, умер в ссылке, в Охотске.
- Степан (1722—1784) — действительный камергер, женат на Анне Васильевне Паниной.
- Сергей — гардемарин.
- Авраам (1732—1799) — генерал-поручик, женат на княжне Анне Алексеевне Юсуповой; у них сын Степан.
- Василий (ум. после 1779) — секунд-майор, женат на Агафье Игнатьевне Григоровой.
- Анастасия (1725—1799), фрейлина, в 1743 году была арестована по делу Лопухиных, по подозрению в причастности к заговору австрийского посланника Ботты. Жена графа Николая Александровича Головина; у них сын Николай.
- Анна (1730-66), не замужем.
- Прасковья (1734—1810), жена князя Ивана Алексеевича Голицына (1729—1767); у них сыновья Алексей и Сергей.
- Екатерина (1735—11.11.1780[4]), жена графа Ивана Никитича Зотова; у них сын Александр. Умерла в Петербурге от горячки.